# Encantor
Encantor (Enchantress em inglês) é o codinome de Amora, uma personagem fictícia dos quadrinhos da Marvel Comics. Ela é uma feiticeira extremamente poderosa de Asgard e uma oponente das mais antigas do poderoso Thor. Ao contrário da maioria dos coadjuvantes antes do Deus do Trovão nos quadrinhos, ela não se baseia em nenhum dos deuses da mitologia. É uma criação original da dupla Stan Lee e Jack Kirby. Sua primeira aventura foi como vilã do Thor na revista Journey Into Mystery #103, de abril de 1964.
Encantor é apaixonada por Thor mas, ao ser repudiada por ele, que a considerava bela mas maligna, constantemente tenta se vingar. Encantor sempre se uniu a diferentes parceiros e aliados nas tentativas de prejudicar o Deus do Trovão. O seu primeiro parceiro foi o Executor (cujo nome é Skurge), que atacou a humana Jane Foster, uma namorada de Thor.
Depois Encantor e o Executor se uniriam à primeira formação dos Mestres do Terror, liderada pelo Barão Zemo, e confrontaram os Vingadores. Outro parceiro dela é Loki, o deus da trapaça.  
Nas aventuras dos anos 80, apareceu a jovem Lorelei, irmã caçula de Encantor e também atraída por Thor. A partir daí, a feiticeira adotou uma postura mais branda e paciente, deixando a antiga impetuosidade para sua irmã.
Encantor tem sido um espinho nos pés de Thor durante anos, se destacando como uma das melhores feiticeiras de Asgard, temida por muitos deuses e criaturas, pobre almas aquelas que cruzaram seu caminho.

## Origens
Encantor nasceu em Asgard e aprendia feitiçaria com Karnilla, a Rainha dos Nornes, até que esta a mandasse embora.  Encantor continuou nos estudos por si própria, principalmente no que consistia em explorar a sedução e o controle mental de pessoas. Encantor utiliza em sua magia diversos artefatos místicos, como poções e cristais.
Depois do ataque a Jane Foster, Encantor e o Executor foram banidos para a Terra por Odin, ocasião em que se juntaram aos Mestres do Terror
Nos anos 60, Encantor se notabilizou por dar poderes aos seres da Terra. Ela usou o equipamento do Barão Zemo para transformar Erik Josten, que se tornou o Homem Poderoso (depois chamado de Atlas, membro dos Thunderbolts), inimigo dos Vingadores. . Ela também usou sua magia para transformar Barbara Norris na super-heroína Valquíria, membro dos Defensores.
Em outro ataque aos Vingadores, Encantor usou Arkon
Aliada ao Executor e a Loki, Encantor tentou conquistar Asgard  Já de outra feita, Encantor se uniu aos Asgardianos na batalha final contra o demônio Surtur  Depois da batalha, Thor liderou uma expedição de heróis asgardianos a Hel, reduto da deusa Hela, para resgatar as almas de seus amigos mortos. O Executor partiu com ele, pois vira Encantor com Heimdall e se desiludiu. Executor acabou se sacrificando para salvar seus companheiros de viagem. Encantor voltaria a ajudar Asgard, quando as legiões do deus egípcio Seth atacaram 
Em Atos de Vingança, Encantor desafiou o Doutor Estranho. Em aventuras mais recentes, Thor foi exilado para a Terra e acabou cedendo a Encantor. Os dois viveram como amantes na cidade de Nova Iorque.
Futuramente casar com Thor e ambos tem um filho chamado Magni 

## Poderes e Habilidades
Poderes
A Encantadora possui os atributos convencionais de uma mulher Asgardiana ("deusa"), bem como um domínio sobre certas disciplinas feiticeiras:
- Força Sobre-Humana: Amora é super-humanamente forte, possuindo força física aproximadamente média para uma mulher Asgardiana. Em seu pico, ela é capaz de levantar cerca de 25 toneladas.
- Velocidade Super-Humana: Amora pode correr e se mover em velocidades que estão além dos limites físicos naturais do melhor atleta humano.
- Vigor Sobre-Humano: A musculatura Asgardiana de Amora é consideravelmente mais eficiente que a de um ser humano. Seus músculos produzem consideravelmente menos toxinas de fadiga durante a atividade física do que os músculos humanos. Em seu pico, ela pode se esforçar fisicamente por cerca de 24 horas antes que o acúmulo de toxinas de fadiga no sangue comece a prejudicá-la.
- Tecido Sobre-Humano Denso: Os tecidos corporais de Amora, como os de todos os Asgardianos, possuem aproximadamente dez vezes a densidade dos tecidos corporais humanos. Isso contribui um pouco para sua força sobre-humana, sua durabilidade e seu peso.
- Durabilidade Sobre-Humana: Como todos os Asgardianos, o corpo de Amora é muito mais resistente a danos físicos convencionais do que um ser humano. Ela pode suportar grandes impactos, exposição a temperaturas extremas e poderosas explosões de energia que feririam gravemente ou matariam um ser humano sem se ferir.
- Fator de Cura Regenerativo: É possível que Amora sofra uma lesão, apesar da resistência do seu corpo. Nesse caso, o metabolismo superior de Amora lhe permite curar ferimentos muito mais rápido e mais extensivamente do que um humano normal seria capaz. No entanto, ela é incapaz de regenerar membros ou órgãos ausentes sem a ajuda de uma poderosa ajuda mágica.
- Longevidade Sobre-Humana: Ao contrário de alguns outros panteões de deus, como os olimpianos, os asgardianos envelhecem, embora seja a um ritmo muito mais lento que um humano. Embora tenha vários milênios de idade, Amora tem a aparência e vitalidade de uma mulher Asgardiana em seu auge. Ela é, no entanto, imune a todas as doenças e infecções terrenas conhecidas.
- Agilidade Sobre-Humana: A agilidade, o equilíbrio e a coordenação corporal de Amora aumentam para níveis além dos limites físicos naturais do melhor atleta humano.
- Reflexos Sobre-Humanos: os reflexos de Amora são igualmente aprimorados e superiores aos do melhor atleta humano.
- Feitiçaria: Os poderes mágicos da Encantadora estão entre os mais poderosos de todos os Asgardianos. A força e proficiência da Feiticeira com magia é perdida apenas para Karnilla , com poder suficiente, mesmo no reino terrestre, para nublar a visão de Agamotto através de seu Orbe por horas da visão de Doutor Estranho . Os poderes da Encantadora derivam de duas fontes principais: sua capacidade inata de manipular a energia mágica Asgardiana (de objetos de poder e entidades encontradas nela ou simplesmente a magia natural de Asgard) aperfeiçoada através da prática, e adquiriu conhecimento de feitiços e encantamentos de origem Asgardiana.
- Criação de Feitiços: Amora é uma feiticeira excepcionalmente poderosa capaz de conjurar magias complexas. Ela uma vez amaldiçoou a terra inteira, fazendo com que ela chovesse sangue por todo o planeta e animasse cada corpo humano. Mesmo Odin parecia incapaz de reverter isso (embora ele se importasse pouco com isso). Ela também mostrou ser capaz de lançar feitiços que retardam as reações dos oponentes e também lançou um feitiço que impedia um pequeno exército de lutar.
- Projeção de Energia: Amora pode usar seu feitiço para gerar poderosas explosões de força, calor ou luz.
- Teletransporte: Amora pode se teletransportar dentro de uma única dimensão, ou através dos vários lugares dimensionais dos Nove Mundos de Asgard.
- Levitação / Voo: A Feiticeira pode levitar e voar.
- Disfarce / Ilusões: Seja através de ilusão ou transformação física, a Feiticeira também pode alterar sua aparência, assumindo a forma de outros seres humanóides, ou mudar a aparência de sua roupa.
- Transmutação: Amora pode transformar homens em árvores ou estátuas com um beijo ou feitiço. Esse poder é efetivo até mesmo de outras dimensões.
- Ouro e Lágrimas de Diamante: Muito parecido com Freya, que produziu lágrimas de ouro, a lágrima da Feiticeira se transformou em ouro e diamante.
- Paralisia Mental: A Feiticeira pode paralisar vários inimigos com um feitiço
- Escudos de Energia: A Feiticeira pode invocar campos de força incrivelmente poderosos. Ela resistiu a golpes de Thor e Hulk, e até a força de uma pequena bomba nuclear explodindo.
- Absorção da Força Vital: A Feiticeira pode absorver a força vital de outros seres para aumentar temporariamente seus próprios poderes. Para os seres conscientes, ela requer o consentimento para realizar o ato, no entanto, para aqueles de menor inteligência, ela pode fazê-lo à vontade. Não se sabe se há limites definidos, pois ela exigia a permissão de Volcana, mas poderia afetar o Lagarto à vontade.
- Interrupção de Tempo: A Feiticeira pode manipular o tempo com um feitiço sutil. Ela pode reverter o tempo, para evitar que eventos aconteçam. Ela pode proteger os outros do poder deste feitiço à vontade.
- Telepatia: A Encantadora pode ler mentes e projetar seus pensamentos nas mentes dos outros. Ela também pode trocar sua mente com outra e realizar o controle da mente.
- Escudos Mentais: Amora pode proteger sua mente e as mentes dos outros contra intrusões e ataques telepáticos. Eles são tão poderosos que até Charles Xavier não pôde entrar em sua mente.
- Sentidos Telepáticos: A Feiticeira pode sentir quando um telepata está tentando ler seus pensamentos aliados.
- Projeção Astral: Amora pode projetar sua forma astral de seu corpo. Não é afetado pelas leis da física e pode combater outros seres astrais. Ela também pode simplesmente projetar sua voz.
- Telecinese: A Encantadora tem poderes telecinéticos, cujos limites são desconhecidos.
- Sentidos Místicos: Amora pode sentir a presença de energia mágica nas proximidades. Ela também pode sentir perigo iminente e sentimentos de amor nos outros.
- Distorção da Realidade: Amora mostrou distorcer a realidade em um nível poderoso.
- Forma Sombria': Amora tem uma forma de sombra, transformando-se em uma sombra completa.
- Umbracinese: Ela pode manipular a própria escuridão, em uma escala poderosa.
- Sedução: O foco principal dos poderes da Encantadora tem sido o aprimoramento de sua beleza natural e atração para que os homens, mortais ou não, estejam sobrecarregados de desejo por ela. Seus poderes são tão grandes que ela poderia até mesmo afetar seres tão poderosos quanto o Ofensivo Vermelho simplesmente falando com ele. Ela encantou seus lábios para que um único beijo seja suficiente para fazer de praticamente qualquer homem um escravo de sua vontade, obediente a todos os seus mandamentos, por cerca de uma semana. Beijos subsequentes permitem que ela cative a vontade de alguém indefinidamente.

Habilidades
Amora acumulou uma grande quantidade de conhecimento místico que rivaliza com o de Loki e Karnilla, é um especialista na arte da sedução, natural e sobrenatural.
- Allspeak: Graças à Allspeak Asgardians podem se comunicar em todos os idiomas dos Nove Reinos, dialetos da Terra e várias línguas alienígenas.

## Outras versões

### Marvel Zombies
Na Terra 2149 Encantor é uma zumbi, prisioneira do castelo do Doutor Destino. Ela escapa e contamina Cristal. 

## Em outras mídias

### Televisão
- Encantor e o Executor aparecem em episódios dos desenhos animados de Thor da série dos anos 60 The Marvel Superheroes e é dublada por Peg Dixon;

- Aparece em The Super Hero Squad Show como uma antagonista recorrente e com a voz de Grey DeLisle;

- É uma dos integrantes do Mestres do Mal enfrentados pelos Vingadores em The Avengers: Earth's Mightiest Heroes e se tornou uma das principais antagonistas da primeira temporada (2010-2011), voz de Kari Wahlgren;
- Encantor fez o seu retorno na quarta temporada da série (Os Vingadores da Marvel: Guerras Secretas) como uma vilã recorrente da primeira metade, membro da nova Cabala.

### Filmes
- Aparece em Hulk vs. Thor, de 2009.

- Tem uma breve aparição em Thor: Tales of Asgard (2011), ensinando um ainda jovem e desajeitado Loki.

### Videogames
- Encantor aparece em Marvel: Ultimate Alliance;

- É um dos chefes em The Super Hero Squad Show Online;

- Aparece em Marvel: Avengers Alliance;

- Aparece em Lego Marvel 2;

- Encantor é uma personagem jogável no jogo Marvel Future Fight.

- Encantor é uma personagem jogável no jogo Marvel Avengers Academy.

PODERES MÁGICOS
- Manipulação mental (latente): No ápice do seu poderio, consegue influenciar a mente das pessoas a partir da sua magia. Possuindo Controle Mental [Nível Ômega];

- Rajadas de energia:  dispara rajadas de energia com sua magia. Adquire Emissão de Energia Concussiva e Eletrocinese muito poderosas;
- Levitação: Capacidade de voar utilizando feitiços;
- Criação de ilusões: Consegue materializar ilusões de réplicas de si, confundindo o inimigo e distraindo-o com hologramas que se movem e falam, porém não atacam. Possuindo Ilusionismo;
- Transmutação:  Capaz de alterar a própria forma magicamente, disfarçando-se entre os humanos, além de conseguir criar escudos para se defender. Possuindo Transmutação Corpórea Humana e Campo de Força;
- Magia da sedução (latente): Possui os lábios enfeitiçados para que um beijo seja suficiente de controlar uma pessoa asgardiana ou não por uma semana;
- Teletransporte interdimensional: Quando em Asgard, Encantor possui a habilidade de se teletransportar pra qualquer localização(específica), fora de Asgard essa magia é menos potente;
- Nível Ômega Mágico: Mestra em magia, possui todos os conhecimentos mágicos dos Vanir, desde feitiços simples, como levitação, até feitiços potentes, como Manipulação das probabilidades (maldição do azar) em nível mortal. Ela domina todos os elementos, pode prever acontecimentos próximos, amaldiçoar ou encantar pessoas ou objetos, pode manipular energia e matéria em níveis sub-átomicos, poderes psíquicos avançados, dentro milhares de outras habilidades. Sendo assim seu nível mágico é posto lado a lado como muitos magos extremamente poderosos como: doutor estranho, karnilla, feiticeira escarlate, loki e etc;
- Ampliação do poder mágico: Encantor com auxílio de magia poderosa pode ampliar seus poderes á níveis catastróficos;
- Beleza extrema: uma beleza tão grande que de tal maneira fez gigantes (seres de grande poder asgardiano) seder a sua beleza.

## Ligações Externas (em inglês)
- MarvelDatabase:Enchantress
- MarvelDatabase:Enchantress/Gallery